# Peltostigma
Peltostigma es un género con cinco especies de plantas de flores perteneciente a la familia Rutaceae. 

## Especies seleccionadas
- Peltostigma eximium
- Peltostigma guatemalense
- Peltostigma parviflorum
- Peltostigma pentaphyllum
- Peltostigma ptelioides